# Golaso
Golaso è una frazione del comune di Varsi, in provincia di Parma.
La località, incentrata sul complesso fortificato omonimo, sorge accanto alla strada provinciale 28 della Val Ceno a 2,80 km dal capoluogo.

## Storia
Sono rarissime le informazioni certe riguardanti la storia di Golaso e del suo castello. La prima testimonianza dell'esistenza del castrum Agolate risale al 769, quando la località fu menzionata nella decima delle 11 pergamene longobarde di Varsi, oggi conservate presso l'Archivio Capitolare della cattedrale di Piacenza.
Non sono noti i proprietari del complesso fortificato e delle terre annesse fino all'incirca al XVIII secolo, durante il quale il territorio appartenne ai Rugarli, dal 1720 conti di Varsi, fino all'abolizione dei diritti feudali sancita dai decreti Napoleonici del 1805 nel ducato di Parma e Piacenza.

## Monumenti e luoghi d'interesse

### Castello

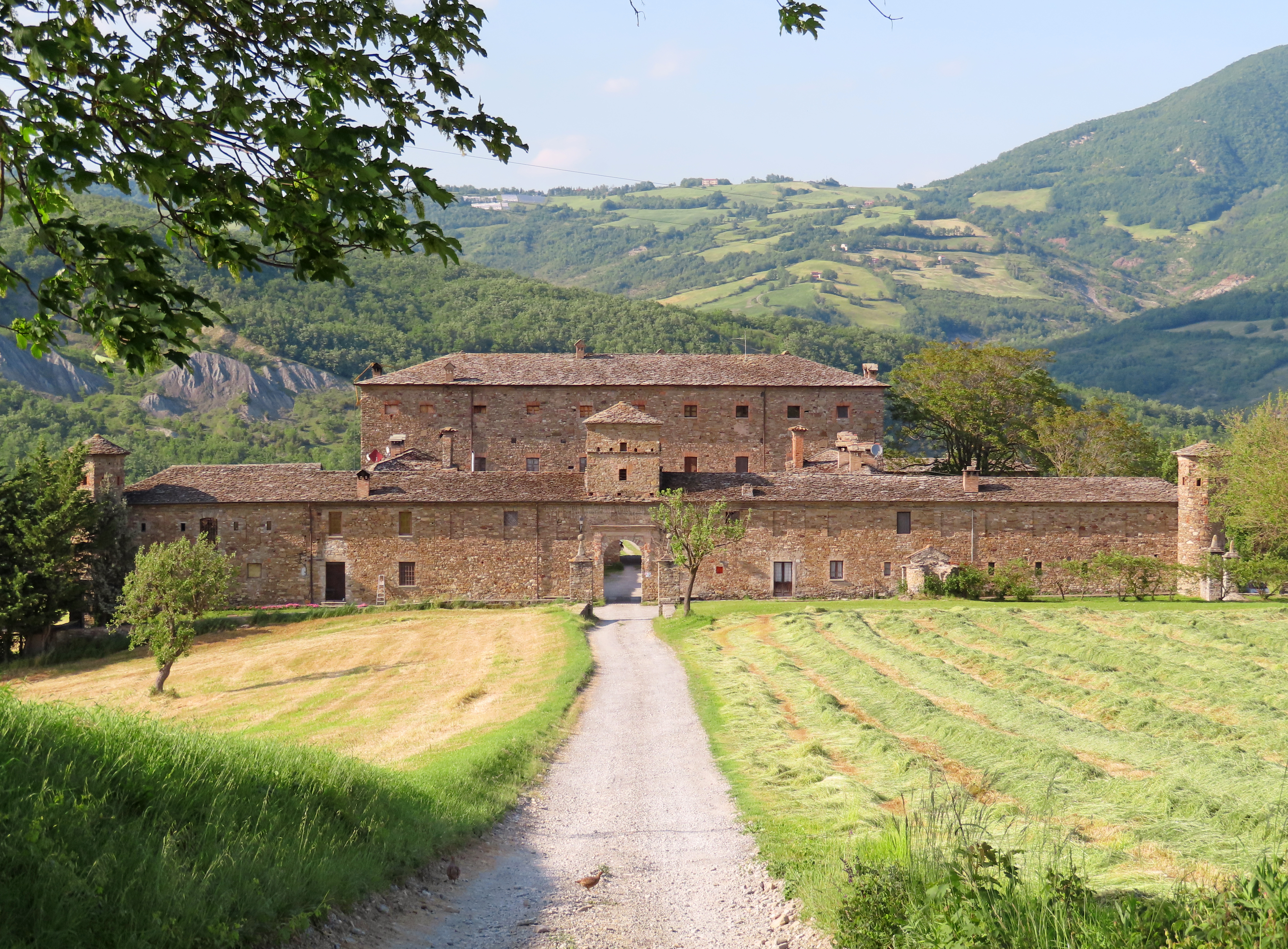
Castello

Edificato originariamente forse già nel VI o VII secolo, il castello medievale fu trasformato intorno al XVI secolo in una signorile casa-forte tardo-rinascimentale, sede di una tenuta agricola; appartenuto ai conti Rugarli fino agli inizi del XIX secolo, fu in seguito acquistato dalla famiglia Corsini, parente dei Rugarli e tuttora proprietaria dell'edificio; sviluppato su una superficie di circa 5000 m² attorno a due cortili concentrici, il complesso fortificato in pietra è costituito da una lunga ala d'ingresso con tre torri, da due corpi a essa perpendicolari, comprendenti le scuderie, la cappella e alcune abitazioni, e da un massiccio palazzo padronale, attraversato da una galleria.